# Lasiopogon curranis
Lasiopogon curranis là một loài ruồi trong họ Asilidae. Lasiopogon curranis được Cole & Wilcox miêu tả năm 1938. Loài này phân bố ở vùng Tân Bắc giới.